# Spatelracke
Die Spatelracke zählt innerhalb der Familie der Racken (Coraciidae) zur Gattung der Coracias (Coracias).

## Merkmale
Die Spatelracke ist mit 20–30 cm (+ äußere Schwanzfedern von bis zu 8 cm) und 88–111 g der leichteste und kleinste Vogel der Coracias-Gattung. Er ähnelt der Gabelracke. Der Kopf auf Scheitel und Nachen oliv, Weiß an Stirn und Kinn mit hellem Überaugenstreif. Ohrdecken, Kehle und Brust sind breit gestrichelt rotbraun, Schnabel und Auge sind dunkel. Der Bauch ist hellblau, Schulter und Schwanzunterseite dunkelblau, Bürzel und Schwanzoberseite schwarz mit langen, in zwei Wimpeln endenden Schwanzfedern. Der Mantel ist hellbraun.
Der Jungvogel ist blasser ohne verlängerte äußere Schwanzfedern.

## Verbreitung und Lebensraum
Der bevorzugte Lebensraum im tropischen Afrika umfasst mit Brachystegia und Mopane bestandene trockenere Flächen südlich der Sahara.
Folgende Unterarten können unterschieden werden:
- C. s. spatulatus Trimen, 1880, Nominatform – im Westen von Angola und im Nordosten von Namibia (Sambesi), im Westen und Osten von Tansania und in Mosambik südlich des Sambesi-Flusses.
- C. s. weigalli Dresser, 1890 – im Süden Tansanias und in Mosambik nördlich des Sambesi-Flusses.

## Ernährung
Sie ernährt sich von Insekten wie Grashüpfern, Käfern, Maden, Skorpionen und kleinen Eidechsen und jagt von Ansitzen aus.

## Fortpflanzung
Die Spatelracke brütet in Sambia und Simbabwe zwischen Februar und Juli, in Malawi zwischen Oktober und November. Sie tritt paarweise oder auch in kleineren Gruppen auf.

## Gefährdungssituation
Die Spatelracke gilt als nicht gefährdet (Least Concern).